# فرودگاه چانگجو بنیو
فرودگاه چانگجو بنیو (به انگلیسی: Changzhou Benniu Airport) (به زبان بومی: 常州奔牛机场) یک فرودگاه با کد یاتا CZX است که یک باند فرود بتن دارد و طول باند آن ۲۸۰۰ متر است. این فرودگاه در شهر چانگژو کشور چین قرار دارد .

## شرکت‌های هواپیمایی و مقصدهای پروازی
| شرکت‌های هواپیمایی   | مقصدهای پروازی |
| ------------------- | --- |
| ایر چاینا           | پکن، چنگدو شوانگلیو |
| هواپیمایی شرقی چین  | پکن، چنگدو شوانگلیو، چنگچینگ ییانگبی، دالیان ژووشویزی، بایون گوآنگجو، گایلین لیانگ‌جیانگ، اینچئون، لانجو ژنگچوان، شنژن بن، تائویوان تایوان، زیامن گائوچی، شی‌آن شیان‌یانگ، یینچوان هیدونگ |
| هواپیمایی جنوبی چین | چانگشا هوانگهوا، بایون گوآنگجو، شنینگ تخین، شنژن بن |
| شنژن ایرلاینز       | بایون گوآنگجو، هاربین تایپینگ، شنژن بن |
| سیچوان ایرلاینز     | چنگدو شوانگلیو، چنگچینگ ییانگبی، هاربین تایپینگ، کونمینگ چانگشوی، کینگدائو لیوتینگ، سانیا فونیکس، زیامن گائوچی، ییچانگ سانگسیا، زوهای سانزاهو                                          |
| لاین ایر            | چارتر:انگوراه رای |
| Lao Airlines        | واتایی |
| اسپرینگ ایرلاینز    | سووارنابومی، دالیان ژووشویزی، چوبو سنترایر، یینچوان هیدونگ |
| ویتنام ایرلاینز     | کام رانح (آغاز از ۲۸ ژوئن ۲۰۱۷) |